# 並木晃一
並木晃一（なみき こういち、1965年4月15日 - ）は、日本の作曲家、編曲家、ギタリスト。千葉県出身。

## 来歴
1987年、当時組んでいたバンド仲間、林克洋の紹介でセガ・エンタープライゼスに入社。“プリティK.N.”名義で『スーパーハングオン』『ギャラクシーフォース』『サンダーブレード』などを作曲する。のちに結成されたS.S.T.BANDでは「Mickey」と名乗り、リーダーをつとめていた。
川口博史とは高校の同窓生であり、高校で一緒にバンドを組んでいた（バンドはメンバーの高校卒業を機に自然消滅）。
1993年にS.S.T.BAND解散後、光吉猛修とユニット形態のB-univを結成。1995年にB-univの活動が凍結したのを期にセガを退社。以降フリーランスのギタリスト、作曲家として活動。
2011年、東日本大震災を機にS.S.T.BAND再結成を呼びかけ、Blind Spotのバンド名で活動再開。2021年、同バンドを解散。
2022年、自身初となるソロアルバム『COOL RAILS』をリリース。

## 参加作品

### セガ時代

#### サントラ盤
- GALAXY FORCE／S.S.T.BAND （1988年7月21日、ポニーキャニオン）
- POWER DRIFT & MEGA DRIVE／S.S.T.BAND （1988年12月28日、ポニーキャニオン）
- SUPER SONIC TEAM／S.S.T.BAND （1989年10月21日、ポニーキャニオン）
- AFTER BURNER／S.S.T.BAND （1990年6月21日、ポニーキャニオン）
- HYPER DRIVE／S.S.T.BAND （1990年7月21日、ポニーキャニオン）
- Formula／S.S.T.BAND （1991年4月21日、ポニーキャニオン）
- STRIKE FIGHTER／S.S.T.BAND （1991年8月21日、ポニーキャニオン）
- OUT RUN／S.S.T.BAND （1992年2月21日、ポニーキャニオン）
- VIRTUA RACING & OUTRUNNERS／B-univ （1993年12月15日、東芝EMI）
- VIRTUA FIGHTER AKIRA/KAGE／B-univ （1994年1月19日、東芝EMI）
シングルCD
- VIRTUA FIGHTER 最強の戦士／B-univ （1994年3月23日、東芝EMI）
- DAYTONA USA／B-univ （1994年5月25日、東芝EMI）
- Virtua Fighter "SEGA SATURN" IMAGE by B-univ NEO RISING／B-univ （1994年12月21日、東芝EMI）

#### オリジナル盤
- BLIND SPOT／S.S.T.BAND （1992年4月29日、ポニーキャニオン）

#### ベスト盤
- MEGA SELECTION／S.S.T.BAND （1989年12月15日、ポニーキャニオン）
- MEGA SELECTION 2／S.S.T.BAND （1991年12月15日、ポニーキャニオン）
- BACK IN THE S.S.T.BAND!! 〜THE VERY BEST〜／S.S.T.BAND （2003年11月19日、サイトロン・デジタルコンテンツ）

#### ライブ盤
- S.S.T.BAND LIVE!／S.S.T.BAND （1990年10月31日、ポニーキャニオン）

### 独立後の主な参加作品
- POLICENAUTS F/N （1996年11月1日、キングレコード）
- 棺桶島／畑亜貴 （1996年12月20日、Amzphere Works）
- ツインビーPARADISE3 ボーカルボム! （1997年4月9日、キングレコード）
- ツインビーPARADISE 5th. Anniversary （1998年3月4日、キングレコード）
- 矩形波倶楽部 pro-fusion:ときめきメモリアル （1998年7月3日、キングレコード）
- 世界なんて終わりなさい／畑亜貴 （1999年2月20日、ディウレコード）
- 1999〜VOCE〜／長沢ゆりか （1999年3月26日、キングレコード）
- 声優刑事 Vol.3 （1999年4月2日、キングレコード）
- 笑顔でGood Bye／ノブ&フッキー （1999年6月4日、ParoParo RECORDS）
- GUITARFREAKS 2ndMIX ORIGINAL SOUNDTRACK （1999年9月3日、キングレコード）
  - 同作品のCS版に楽曲「MICKEY'S BOOGIE」「EVIL EYES」「J-STAFF」を提供
- GUITAR FREAKS 3rdMIX & drummania 2ndMIX soundtrack （2000年11月22日、コナミデジタルエンタテインメント）
  - CS版『GUITAR FREAKS 2ndMIX』収録の楽曲「Member Introduction」でギターを担当
- グラディウス アーケードサウンドトラック （2002年4月24日、コナミ）
- 悪代官〜おぬしも悪よのう〜 （2003年10月22日、オーマガトキ）
- 弦は呪縛の指で鳴る／月比古 （2005年9月20日、ディウレコード）
- 逃避王国の伝説／月比古』 （2006年6月23日、ディウレコード）
- 純情娘はラルラルン♪／藤沢瑠璃（酒井香奈子） （2006年12月13日、avex trax）
  - アニメ「らぶドル」キャラクターソング
- 浪漫月裸の娘達 〜BEST SONGS〜／畑亜貴 （2006年12月22日、Mellow Head）
- SUPER HANG-ON 20th Anniversary Collection （2007年7月5日、WAVE MASTER）
- GALAXY FORCE II & Thunder Blade （2007年7月26日、WAVE MASTER）
- 隷属快美の娘達 〜BEST SONGS II〜／畑亜貴 （2007年12月21日、Mellow Head）
- それって♡だからね!／AGC38 （2011年7月15日）
- CHUNITHM STAR（2017年10月5日）
  - 楽曲「ドライヴ・オン・ザ・レインボー」提供
- COOL RAILS（2022年3月5日、自主制作）
  - 自身初のソロアルバム

### その他

#### TVCM
- ヤナセスプリングフェア

#### ラジオ番組
- B-univ バーチャファクトリー（KBS京都ラジオ）